# Frisiske Nationale Parti
Det Frisiske Nationale Parti (på frisisk Fryske Nasjonale Partij), FNP, er et politisk parti i provinsen Frisland i Nederlandene. Partiet repræsenterer de nationale frisere i provinsens regionalparlament og i flere kommunale parlamenter. På europæisk plan indgår partiet i Europæisk Fri Alliance.
Partiet blev dannet i 1962.

## Repræsentation
Valg med deltagelse af FNP i Provins Råd og kommunerne i provinsen (sidste kolonne).
* Fra valget i 1982 fandt sted 1 år tidligere end rådet
**Antallet af pladser i provinsrådene faldt i 2007 fra 55 til 43